# Tallinn Trophy de 2014
Tallinn Trophy de 2014 foi a quarta edição do Tallinn Trophy, um evento anual de patinação artística no gelo de níveis sênior, júnior e noviço. A competição foi disputada entre os dias 3 de dezembro e 7 de dezembro, na cidade de Tallinn, Estônia.

## Eventos
- Individual masculino
- Individual feminino
- Dança no gelo

## Medalhistas
| Evento                        | Ouro                                              | Prata                                           | Bronze                                                   |
| Sênior                        |                                                   |                                                 |                                                          |
| Individual masculino detalhes | Oleksii Bychenko · Israel                         | Daniel Samohin · Israel                         | Slavik Hayrapetyan · Armênia                             |
| Individual feminino detalhes  | Angelina Kučvaļska · Letônia                      | Anastasia Galustyan · Armênia                   | Liubov Efimenko · Finlândia                              |
| Dança no gelo detalhes        | Allison Reed · Vasili Rogov · Israel              | Tatiana Kozmava · Aleksandr Zolotarev · Geórgia | Olga Jakushina · Andrey Nevskiy · Letônia                |
| Júnior                        |                                                   |                                                 |                                                          |
| Individual masculino detalhes | Artem Tsoglin · Israel                            | Armen Agaian · Geórgia                          | Roman Galay · Finlândia                                  |
| Individual feminino detalhes  | Anni Järvenpää · Finlândia                        | Stanislava Konstantinova · Rússia               | Kristina Shkuleta-Gromova · Estônia                      |
| Dança no gelo detalhes        | Eugenia Tkachenka · Yuri Hulitski · Bielorrússia  | Kimberly Berkovich · Ronald Zilberberg · Israel | Emilia Kalehanava · Uladzislau Palkhouski · Bielorrússia |
| Noviço avançado               |                                                   |                                                 |                                                          |
| Individual masculino detalhes | Maksim Kuznetsov · Rússia                         | Mihhail Selevko · Estônia                       | Lauri Lankila · Finlândia                                |
| Individual feminino detalhes  | Ekaterina Kurakova · Rússia                       | Anželika Kļujeva · Letônia                      | Petra Laakonen · Finlândia                               |
| Dança no gelo detalhes        | Karina Sidarenka · Maksim Yelenich · Bielorrússia | nenhum outro competidor                         | nenhum outro competidor                                  |

## Resultados

### Sênior

#### Individual masculino
| Pos.              | Nome               | Nacionalidade | Pontos | PC        | PL         |
| ----------------- | ------------------ | ------------- | ------ | --------- | ---------- |
| Medalha de ouro   | Oleksii Bychenko   | Israel        | 209.02 | 65.72 (1) | 143.30 (1) |
| Medalha de prata  | Daniel Samohin     | Israel        | 184.94 | 60.40 (2) | 124.54 (2) |
| Medalha de bronze | Slavik Hayrapetyan | Armênia       | 156.32 | 54.54 (3) | 101.78 (3) |
| 4                 | Viktor Zubik       | Finlândia     | 136.46 | 49.94 (4) | 86.52 (4)  |
| 5                 | Thomas Kennes      | Países Baixos | 133.34 | 48.70 (5) | 84.64 (5)  |
| 6                 | Roger Clement      | França        | 100.26 | 34.21 (6) | 66.05 (6)  |
| WD                | Kirill Sokolov     | Rússia        | —      | — (WD)    |            |
| WD                | Evgeniy Vlasov     | Rússia        | —      | — (WD)    |            |

#### Individual feminino
| Pos.              | Nome                | Nacionalidade | Pontos | PC         | PL         |
| ----------------- | ------------------- | ------------- | ------ | ---------- | ---------- |
| Medalha de ouro   | Angelina Kuchvalska | Letônia       | 156.28 | 57.28 (1)  | 99.00 (2)  |
| Medalha de prata  | Anastasia Galustyan | Armênia       | 150.85 | 50.00 (3)  | 100.85 (1) |
| Medalha de bronze | Liubov Efimenko     | Finlândia     | 148.45 | 49.97 (4)  | 98.48 (3)  |
| 4                 | Fleur Maxwell       | Luxemburgo    | 145.50 | 52.16 (2)  | 93.34 (4)  |
| 5                 | Camilla Gjersem     | Noruega       | 135.26 | 43.97 (7)  | 91.29 (5)  |
| 6                 | Guia Tagliapietra   | Itália        | 132.58 | 46.15 (5)  | 86.43 (7)  |
| 7                 | Ieva Gaile          | Letônia       | 130.77 | 44.40 (6)  | 86.37 (8)  |
| 8                 | Netta Schreiber     | Israel        | 124.31 | 33.06 (16) | 91.25 (6)  |
| 9                 | Gerli Liinamae      | Estônia       | 121.24 | 42.01 (8)  | 79.23 (9)  |
| 10                | Hanna Kiviniemi     | Finlândia     | 114.34 | 38.86 (12) | 75.48 (10) |
| 11                | Aimee Buchanan      | Israel        | 113.01 | 40.35 (10) | 72.66 (11) |
| 12                | Helery Halvin       | Estônia       | 109.77 | 41.53 (9)  | 68.24 (13) |
| 13                | Inga Januleviciute  | Lituânia      | 109.35 | 39.99 (11) | 69.36 (12) |
| 14                | Sara Casella        | Itália        | 100.89 | 38.32 (13) | 62.57 (15) |
| 15                | Evelina Viljanen    | Finlândia     | 94.56  | 31.66 (17) | 62.90 (14) |
| 16                | Aiza Mambekova      | Cazaquistão   | 93.61  | 33.78 (15) | 59.83 (16) |
| 17                | Sindra Kriisa       | Estônia       | 89.25  | 30.30 (18) | 58.95 (17) |
| WD                | Kristine Gaile      | Letônia       | —      | 35.89 (14) | — (WD)     |
| WD                | Isabelle Olsson     | Suécia        | —      | — (WD)     |            |

#### Dança no gelo
| Pos.              | Nome                                  | Nacionalidade | Pontos | PC        | PL        |
| ----------------- | ------------------------------------- | ------------- | ------ | --------- | --------- |
| Medalha de ouro   | Allison Reed / Vasili Rogov           | Israel        | 150.00 | 59.73 (1) | 90.27 (1) |
| Medalha de prata  | Tatiana Kozmava / Aleksandr Zolotarev | Geórgia       | 140.67 | 54.68 (3) | 85.99 (2) |
| Medalha de bronze | Olga Jakushina / Andrey Nevskiy       | Letônia       | 139.07 | 56.88 (2) | 82.19 (3) |
| 4                 | Kana Muramoto / Hiroichi Noguchi      | Japão         | 127.74 | 50.33 (4) | 77.41 (4) |
| 5                 | Taylor Tran / Saulius Ambrulevicius   | Lituânia      | 114.47 | 48.75 (5) | 65.72 (5) |

### Júnior

#### Individual masculino júnior
| Pos.              | Nome              | Nacionalidade | Pontos | PC         | PL         |
| ----------------- | ----------------- | ------------- | ------ | ---------- | ---------- |
| Medalha de ouro   | Artem Tsoglin     | Israel        | 158.96 | 51.40 (4)  | 107.56 (1) |
| Medalha de prata  | Armen Agaian      | Geórgia       | 156.65 | 52.66 (3)  | 103.99 (2) |
| Medalha de bronze | Roman Galay       | Finlândia     | 149.97 | 56.96 (1)  | 93.01 (4)  |
| 4                 | Ilya Mironov      | Rússia        | 141.11 | 45.87 (6)  | 95.24 (3)  |
| 5                 | Larry Loupolover  | Azerbaijão    | 135.17 | 56.48 (2)  | 78.69 (7)  |
| 6                 | Daniil Zurav      | Estônia       | 127.35 | 45.32 (8)  | 82.03 (5)  |
| 7                 | Nurullah Sahaka   | Suíça         | 125.99 | 47.45 (5)  | 78.54 (8)  |
| 8                 | Samuel Koppel     | Estônia       | 122.44 | 42.34 (9)  | 80.10 (6)  |
| 9                 | Jegor Zelenjak    | Estônia       | 121.04 | 45.79 (7)  | 75.25 (9)  |
| 10                | Artur Panikhin    | Cazaquistão   | 92.88  | 34.41 (11) | 58.47 (10) |
| 11                | Mihhail Sokolov   | Estônia       | 80.20  | 27.36 (12) | 52.84 (11) |
| WD                | Glebs Basins      | Letônia       | —      | 41.03 (10) | — (WD)     |
| WD                | Andrei Vorotnikov | Rússia        | —      | — (WD)     |            |

#### Individual feminino júnior
| Pos.              | Nome                        | Nacionalidade | Pontos | PC         | PL         |
| ----------------- | --------------------------- | ------------- | ------ | ---------- | ---------- |
| Medalha de ouro   | Anni Jarvenpaa              | Finlândia     | 140.08 | 48.41 (2)  | 91.67 (1)  |
| Medalha de prata  | Stanislava Konstantinova    | Rússia        | 126.94 | 50.59 (1)  | 76.35 (4)  |
| Medalha de bronze | Kristina Shkuleta - Gromova | Estônia       | 121.57 | 44.18 (3)  | 77.39 (2)  |
| 4                 | Joanna Kallela              | Finlândia     | 117.98 | 40.78 (4)  | 77.20 (3)  |
| 5                 | Juni Marie Benjaminsen      | Noruega       | 113.53 | 39.07 (5)  | 74.46 (5)  |
| 6                 | Jemima Rasmuss              | Noruega       | 108.57 | 34.62 (12) | 73.95 (6)  |
| 7                 | Alicia Tsingisser           | Estônia       | 104.86 | 38.39 (6)  | 66.47 (9)  |
| 8                 | Diana Reinsalu              | Estônia       | 104.47 | 34.60 (13) | 69.87 (7)  |
| 9                 | Vlada Laha                  | Letônia       | 103.70 | 34.40 (15) | 69.30 (8)  |
| 10                | Elzbieta Kropa              | Lituânia      | 99.83  | 33.37 (19) | 66.46 (10) |
| 11                | Elena Ryvkina               | Israel        | 99.65  | 37.26 (7)  | 62.39 (15) |
| 12                | Cindy Xia                   | Noruega       | 98.68  | 33.41 (18) | 65.27 (11) |
| 13                | Marianne Stalen             | Noruega       | 96.91  | 37.09 (8)  | 59.82 (17) |
| 14                | Anita Bauer                 | Estônia       | 96.83  | 33.75 (16) | 63.08 (14) |
| 15                | Anna Laura Perve            | Estônia       | 95.91  | 32.36 (22) | 63.55 (13) |
| 16                | Anna Saarela                | Finlândia     | 95.19  | 34.57 (14) | 60.62 (16) |
| 17                | Chiara Mattana              | Itália        | 94.53  | 34.89 (11) | 59.64 (18) |
| 18                | Sinikka Paukku              | Estônia       | 93.91  | 36.76 (9)  | 57.15 (25) |
| 19                | Sofia Korsumaki             | Finlândia     | 93.50  | 29.88 (27) | 63.62 (12) |
| 20                | Lotta Malinen               | Finlândia     | 93.02  | 33.58 (17) | 59.44 (19) |
| 21                | Francesca Gioco             | Itália        | 92.21  | 33.24 (20) | 58.97 (20) |
| 22                | Darija Shatibelko           | Letônia       | 92.00  | 33.13 (21) | 58.87 (21) |
| 23                | Chiara Cattani              | Itália        | 90.73  | 35.51 (10) | 55.22 (28) |
| 24                | Greta Morkyte               | Lituânia      | 89.65  | 32.01 (24) | 57.64 (22) |
| 25                | Eleonora Guzzo              | Itália        | 89.35  | 32.06 (23) | 57.29 (24) |
| 26                | Natalja Gordeeva            | Estônia       | 87.31  | 31.48 (25) | 55.83 (27) |
| 27                | Viktorija Shitova           | Letônia       | 85.32  | 27.88 (32) | 57.44 (23) |
| 28                | Anastasia Zayceva           | Bielorrússia  | 84.37  | 27.93 (31) | 56.44 (26) |
| 29                | Kart Jodsche                | Estônia       | 81.52  | 29.01 (30) | 52.51 (29) |
| 30                | Elizabeth Jour              | Israel        | 79.86  | 29.21 (29) | 50.65 (30) |
| 31                | Katariina Romppanen         | Finlândia     | 78.56  | 29.80 (28) | 48.76 (32) |
| 32                | Anita Malosheva             | Estônia       | 74.81  | 25.28 (33) | 49.53 (31) |
| 33                | Katrin Stahovskaja          | Estônia       | 74.73  | 30.34 (26) | 44.39 (33) |
| WD                | Erna Anna Husko             | Estônia       | —      | — (WD)     |            |
| WD                | Laura Britt Jarvsoo         | Estônia       | —      | — (WD)     |            |

#### Dança no gelo júnior
| Pos.              | Nome                                      | Nacionalidade | Pontos | PC         | PL         |
| ----------------- | ----------------------------------------- | ------------- | ------ | ---------- | ---------- |
| Medalha de ouro   | Yauhenia Tkachenka / Yuri Gulitski        | Bielorrússia  | 123.19 | 51.35 (1)  | 71.84 (2)  |
| Medalha de prata  | Kimberly Berkovich / Ronald Zilberberg    | Israel        | 120.78 | 45.47 (2)  | 75.31 (1)  |
| Medalha de bronze | Emilia Kalehanava / Uladzislav Palkhouski | Bielorrússia  | 110.68 | 42.54 (4)  | 68.14 (3)  |
| 4                 | Hojung Lee / Richard Kangln Kam           | Coreia do Sul | 108.84 | 44.98 (3)  | 63.86 (6)  |
| 5                 | Marina Elias / Denis Koreline             | Estônia       | 106.89 | 40.40 (6)  | 66.49 (4)  |
| 6                 | Viktoria Semeniuk / Artur Gruzdev         | Estônia       | 106.72 | 40.90 (5)  | 65.82 (5)  |
| 7                 | Merily Keskkula / German Frolov           | Estônia       | 99.87  | 39.74 (7)  | 60.13 (8)  |
| 8                 | Anna Ryabinina / Mark Kalinij             | Geórgia       | 97.12  | 37.69 (8)  | 59.43 (9)  |
| 9                 | Guoste Damuleviciute / Deividas Kizala    | Lituânia      | 95.60  | 34.35 (9)  | 61.25 (7)  |
| 10                | Katerina Bunina / Andrei Sokolov          | Estônia       | 79.67  | 33.87 (10) | 45.80 (10) |

### Noviço avançado

#### Individual masculino noviço avançado
| Pos.              | Nome             | Nacionalidade | Pontos | PC        | PL        |
| ----------------- | ---------------- | ------------- | ------ | --------- | --------- |
| Medalha de ouro   | Maksim Kuznetsov | Rússia        | 106.99 | 41.08 (1) | 65.91 (1) |
| Medalha de prata  | Mihhail Selevko  | Estônia       | 93.27  | 33.12 (2) | 60.15 (2) |
| Medalha de bronze | Lauri Lankila    | Finlândia     | 89.64  | 30.72 (3) | 58.92 (3) |
| 4                 | Andrey Pyulin    | Rússia        | 86.88  | 28.23 (4) | 58.65 (4) |
| 5                 | Sereir Lofti     | França        | 86.43  | 28.13 (5) | 58.30 (5) |
| 6                 | Willian Moriggi  | Noruega       | 74.07  | 26.91 (6) | 47.16 (6) |
| 7                 | Igors Tatarinovs | Letônia       | 62.70  | 20.63 (7) | 42.07 (7) |

#### Individual feminino noviço avançado
| Pos.              | Nome                      | Nacionalidade | Pontos | PC         | PL         |
| ----------------- | ------------------------- | ------------- | ------ | ---------- | ---------- |
| Medalha de ouro   | Ekaterina Kurakova        | Rússia        | 120.82 | 42.60 (1)  | 78.22 (1)  |
| Medalha de prata  | Anzelika Kljueva          | Letônia       | 97.63  | 33.80 (3)  | 63.83 (2)  |
| Medalha de bronze | Petra Laakonen            | Finlândia     | 96.20  | 36.99 (2)  | 59.21 (3)  |
| 4                 | Martina Mancusi           | Itália        | 81.95  | 29.99 (4)  | 51.96 (5)  |
| 5                 | Marija Tsvetkova          | Estônia       | 79.43  | 25.60 (13) | 53.83 (4)  |
| 6                 | Calista Krass             | Estônia       | 77.42  | 27.19 (9)  | 50.23 (7)  |
| 7                 | Sofia Ridal               | Finlândia     | 75.96  | 28.52 (8)  | 47.44 (9)  |
| 8                 | Gaia Maiorano             | Itália        | 75.93  | 28.90 (5)  | 47.03 (10) |
| 9                 | Katerina Grishkun         | Estônia       | 74.68  | 23.75 (19) | 50.93 (6)  |
| 10                | Sara Tuominen             | Finlândia     | 74.10  | 28.64 (7)  | 45.46 (16) |
| 11                | Gabriella Vinokur         | Israel        | 72.62  | 25.96 (11) | 46.66 (13) |
| 12                | Nika Osipova              | Rússia        | 72.42  | 25.51 (14) | 46.91 (11) |
| 13                | Alina Urushadze           | Letônia       | 72.22  | 28.77 (6)  | 43.45 (22) |
| 14                | Nia Gadelia               | Geórgia       | 70.42  | 24.15 (17) | 46.27 (14) |
| 15                | Vanessa Gjerde            | Noruega       | 70.10  | 23.24 (22) | 46.86 (12) |
| 16                | Valeria Keda              | Lituânia      | 69.95  | 26.42 (10) | 43.53 (21) |
| 17                | Anastasija Pavlovicha     | Letônia       | 69.60  | 21.42 (28) | 48.18 (8)  |
| 18                | Jekaterina Rudneva        | Estônia       | 69.57  | 25.50 (15) | 44.07 (19) |
| 19                | Marya Kritskaya           | Bielorrússia  | 68.83  | 24.22 (16) | 44.61 (17) |
| 20                | Annely Vahi               | Estônia       | 68.78  | 22.51 (25) | 46.27 (15) |
| 21                | Eevi Lehtinen             | Finlândia     | 68.23  | 23.81 (18) | 44.42 (18) |
| 22                | Silja Anna Skulstad Urang | Noruega       | 64.23  | 20.61 (30) | 43.62 (20) |
| 23                | Hanna-Kristella Lehtsaar  | Estônia       | 63.56  | 25.73 (12) | 37.83 (30) |
| 24                | Martine Sandberg          | Noruega       | 63.20  | 23.46 (20) | 39.74 (26) |
| 25                | Uljana Nikulina           | Estônia       | 62.98  | 23.12 (23) | 39.86 (25) |
| 26                | Emma Veialainen           | Finlândia     | 62.54  | 20.90 (29) | 41.64 (23) |
| 27                | Polina Skorkina           | Estônia       | 62.33  | 23.43 (21) | 38.90 (28) |
| 28                | Kerli Illipe              | Estônia       | 59.02  | 20.12 (31) | 38.90 (29) |
| 29                | Karoliine Raudsepp        | Estônia       | 58.13  | 18.53 (36) | 39.60 (27) |
| 30                | Anna Mai Allikmae         | Estônia       | 56.00  | 22.99 (24) | 33.01 (34) |
| 31                | Laura Sabaliauskaite      | Lituânia      | 55.19  | 15.16 (38) | 40.03 (24) |
| 32                | Thyle Kelder              | Estônia       | 55.04  | 17.90 (37) | 37.14 (32) |
| 33                | Helene Adele Rinne        | Estônia       | 53.92  | 21.74 (27) | 32.18 (35) |
| 34                | Jenny Persen Gjervan      | Noruega       | 52.29  | 22.00 (26) | 30.29 (40) |
| 35                | Rebecka Holtebu           | Noruega       | 51.81  | 19.82 (32) | 31.99 (37) |
| 36                | Viktoria Telepina         | Estônia       | 51.40  | 13.90 (40) | 37.50 (31) |
| 37                | Valeria Smolina           | Estônia       | 50.87  | 19.34 (33) | 31.53 (38) |
| 38                | Angelina Mihhailova       | Estônia       | 50.84  | 18.81 (35) | 32.03 (36) |
| 39                | Elisabeth Solberg         | Noruega       | 49.75  | 19.02 (34) | 30.73 (39) |
| 40                | Linda Lukas               | Estônia       | 49.36  | 13.72 (41) | 35.64 (33) |
| 41                | Varvara Zankovich         | Bielorrússia  | 43.45  | 14.32 (39) | 29.13 (41) |
| WD                | Darja Fjodorova           | Estônia       | —      | — (WD)     |            |
| WD                | Claudia Martinelli        | Itália        | —      | — (WD)     |            |
| WD                | Kari Sofie Tellefsen      | Noruega       | —      | — (WD)     |            |

#### Dança no gelo avançado
| Pos.            | Nome                               | Nacionalidade | Pontos | P1       | P2       | PL        |
| --------------- | ---------------------------------- | ------------- | ------ | -------- | -------- | --------- |
| Medalha de ouro | Karina Sidarenka / Maksim Yelenich | Bielorrússia  | 44.21  | 7.98 (1) | 8.12 (1) | 28.11 (1) |

## Quadro de medalhas
Sênior
| Ordem | País      | Medalha de ouro | Medalha de prata | Medalha de bronze |   | Ordem por total |
| ----- | --------- | --------------- | ---------------- | ----------------- | - | --------------- |
| 1     | Israel    | 2               | 1                |                   | 3 | 1               |
| 2     | Letônia   | 1               |                  | 1                 | 2 | 2               |
| 3     | Armênia   |                 | 1                | 1                 | 2 | 2               |
| 4     | Geórgia   |                 | 1                |                   | 1 | 4               |
| 5     | Finlândia |                 |                  | 1                 | 1 | 4               |
| TOTAL | TOTAL     | 3               | 3                | 3                 | 9 | —               |

Geral
| Ordem | País         | Medalha de ouro | Medalha de prata | Medalha de bronze |    | Ordem por total |
| ----- | ------------ | --------------- | ---------------- | ----------------- | -- | --------------- |
| 1     | Israel       | 3               | 2                |                   | 5  | 1               |
| 2     | Rússia       | 2               | 1                |                   | 3  | 3               |
| 3     | Bielorrússia | 2               |                  | 1                 | 3  | 3               |
| 4     | Letônia      | 1               | 1                | 1                 | 3  | 3               |
| 5     | Finlândia    | 1               |                  | 4                 | 5  | 1               |
| 6     | Geórgia      |                 | 2                |                   | 2  | 6               |
| 7     | Armênia      |                 | 1                | 1                 | 2  | 6               |
| 7     | Estônia      |                 | 1                | 1                 | 2  | 6               |
| TOTAL | TOTAL        | 9               | 8                | 8                 | 25 | —               |